# Centre de presse international
 (novembre 2019).
Le Résidence Palace - Centre de Presse International (CPI) est un lieu de rencontre pour les journalistes internationaux à Bruxelles, Belgique. L’IPC a été créé à l’initiative du gouvernement fédéral belge pour améliorer ses options médiatiques. Il s'agit d'un service autonome de la Direction générale de la communication externe, qui relève du Service public fédéral Chancellerie du Premier ministre.